# Cumbre del Mar
Cumbre del Mar är en ort i Mexiko.   Den ligger i kommunen Playas de Rosarito och delstaten Baja California, i den nordvästra delen av landet, 2 300 km nordväst om huvudstaden Mexico City. Cumbre del Mar ligger 281 meter över havet och antalet invånare är 478.
Terrängen runt Cumbre del Mar är kuperad åt nordost, men åt sydväst är den platt. Runt Cumbre del Mar är det tätbefolkat, med 913 invånare per kvadratkilometer. Närmaste större samhälle är Tijuana, 10,6 km norr om Cumbre del Mar. Omgivningarna runt Cumbre del Mar är i huvudsak ett öppet busklandskap.